# Zbigniew Kosma
Zbigniew Józef Kosma (ur. 25 lutego 1949 w Palatach) – polski inżynier, specjalista w zakresie mechaniki płynów i informatyki, profesor nauk technicznych, profesor zwyczajny Uniwersytetu Technologiczno-Humanistycznego im. Kazimierza Pułaskiego w Radomiu, prorektor tej uczelni (2012–2016).

## Życiorys
W 1974 ukończył studia na Wydziale Mechanicznym Energetyki i Lotnictwa Politechniki Warszawskiej. Doktoryzował się tamże w 1980 na podstawie pracy Badanie laminarnej warstwy przyściennej i jej stateczności przy zastosowaniu funkcji sklejanych trzeciego stopnia, której promotorem był prof. Włodzimierz Prosnak. Stopień doktora habilitowanego uzyskał w 1988 na Wydziale Budowy Maszyn Politechniki Gdańskiej w oparciu o rozprawę pt. Wyznaczanie ruchu cieczy lepkiej metodami analityczno-numerycznymi. Tytuł naukowy profesora nauk technicznych otrzymał 16 października 2001.
Od 1976 zawodowo związany z radomskim oddziałem Politechniki Świętokrzyskiej, przekształcanym kolejno w Wyższą Szkołę Inżynierską, Politechnikę Radomską i w 2012 w Uniwersytet Technologiczno-Humanistyczny im. Kazimierza Pułaskiego. Stanowisko profesora zwyczajnego uzyskał w 2002. W kadencji 2012–2016 pełnił funkcję prorektora do spraw badań naukowych UTH Radom. Ponadto na radomskiej uczelni był prodziekanem Wydziału Mechanicznego (1991–1993, 2008–2012), dyrektorem Instytutu Mechaniki Stosowanej (1999–2008) i zastępcą dyrektora Instytutu Nauk Podstawowych (1989–1991).
Pracował ponadto w Instytucie Maszyn Przepływowych PAN (1983–1996), Politechnice Gdańskiej (1989–1991), Akademii Rolniczo-Technicznej w Olsztynie (1997–1998), Uniwersytecie w Białymstoku (1998–1999), Wyższej Szkole Handlowej w Radomiu, Państwowej Wyższej Szkole Zawodowej w Sandomierzu i powstałym w jej miejsce Wydziale Zamiejscowym Uniwersytetu Jana Kochanowskiego w Kielcach.
Specjalizuje się w numerycznej mechanice pływów i informatyce. Został członkiem Gesellschaft für Angewandte Mathematik und Mechanik, European Mechanics Society i Sekcji Mechaniki Płynów Komitetu Mechaniki PAN. Odznaczony m.in. Złotym Krzyżem Zasługi (2002) i Medalem Komisji Edukacji Narodowej (2002).